# Ерих Адолф фон Залм-Райфершайт
Ерих Адолф фон Залм-Райфершайт-Бедбург (на немски: Erich Adolf von Salm-Reifferscheidt-Bedbur; * 1 февруари 1619; † 18 април 1678) е алтграф на Залм-Райфершайт в Бедбург, Дик, Алфтер и Хакенбройх.

## Произход
Той е най-големият син на граф и алтграф Ернст Фридрих фон Залм-Райфершайт (* 1583; † 1639) и съпругата му графиня Мария Урсула фон Лайнинген-Дагсбург-Фалкенбург (* 1584/1590; † 1649), вдовица на граф Арнолд II фон Мандершайд-Бланкенхайм (* 1546; † 1614), дъщеря на граф Емих XI фон Лайнинген-Дагсбург-Фалкенбург (* 1540; † 1593) и Урсула фон Флекенщайн (* 1553; † 1595). Брат е на Ернст Салентин (* 1621; † 1684), алтграф на Залм-Райфершайт в Дик, и на Фердинанд Албрехт (* 1628; † 1688), каноник в Лиеж и Кьолн.

## Фамилия
Първи брак: на 27 април 1646 г. в Ротенбург на Фулда с ландграфиня Магдалена фон Хесен-Касел (* 25 август 1611, Касел; † 12 февруари 1671, Бедбург), дъщеря на ландграф Мориц фон Хесен-Касел „Учения“ (* 1572; † 1632) и графиня Юлиана фон Насау-Диленбург-Зиген (* 1587; † 1643). Те имат четири деца:
- Вилхелм Хайнрих (* 1646; † 1650)
- София Магдалена (* 17 февруари 1649; † 14 май 1675), омъжена на 24 януари 1669 г. за ландграф Карл фон Хесен-Ванфрид (* 1649; † 1711)
- Анна Ернестина Фелицитас (* 26 февруари 1650; † 1692), монахиня в Есен
- Мария Катарина Максимилиана (* 2 април 1651; † 22 март 1687, Франкфурт на Майн), омъжена на 24 януари 1673 г. за граф Себастиан Вунибалд фон Валдбург-Цайл (* 1636; † 1700)

Втори брак: на 24 юни 1671 г. във Вертхайм ам Майн с графиня Ернестина Барбара фон Льовенщайн-Вертхайм-Рошфор (* 23 октомври 1655, Вертхайм; † 8 декември 1698, Виена), дъщеря на граф Фердинанд Карл фон Льовенщайн-Вертхайм-Рошфор (* 1616; † 1672) и графиня и ландграфиня Анна Мария фон Фюрстенберг-Хайлигенберг (* 1634; † 1705). Те имат един син:
- Франц Вилхелм фон Залм-Райфершайт (* 14 август 1672, Бедбург; † 4 юни 1734, Виена), алтграф на Залм-Райфершайт-Бедбург, женен I. на 29 октомври 1692 във Виена за Мария Анезка Агата, графиня Славата з Хлуму а Козумберка (* 1674; † 21 октомври 1718), II. на 14 май 1719 г. за принцеса Мария Каролина фон и цу Лихтенщайн (* 24 октомври 1694; † 16 юли 1735)

Вдовицата му Ернестина Барбара се омъжва втори път през ноември 1678/1679 г. в Мюнхен за граф Янош Кароли де Кис-Серени (* 1625/1634; † 1691) и има с него осем деца.